# Roberto Mariani (escritor)
Roberto Mariani (Buenos Aires, 12 de junio de 1893 - Ib, 3 de marzo de 1946) fue un periodista, poeta y escritor argentino que perteneció al Grupo de Boedo, autor de varios libros y artículos, cuya obra más conocida es Cuentos de la oficina.

## Primeros años
Nació en el barrio de La Boca, que mayoritariamente estaba habitado por familias pobres de trabajadores, muchos de ellos inmigrantes italianos. Inició estudios en la Facultad de Ingeniería, que abandonó, nunca se casó y vivió sobreprotegido por dos hermanas.
Muy joven trabajó como periodista en el diario Los Andes, de la ciudad de Mendoza, escribió su primer libro de poemas titulado Las acequias, y publicó relatos en el periódico La semana. Volvió a Buenos Aires  en 1920 e ingresó a trabajar en el Banco de la Nación Argentina pero a los dos años lo despidieron por "intentar agremiar con literatura anarquista a los empleados de su oficina".
Colaboró en el periódico Nueva Era, una publicación que apoyaba la revolución bolchevique y allí en 1926 apareció El amor grotesco, en el que Mariani describe el universo del amor en las distintas expresiones que adquiere en el carácter del habitante de Buenos Aires.; por esa época fundó una asociación que enviaba a Moscú literatura local revolucionaria.

## El Grupo de Boedo
Mariani participó del grupo de Boedo qué publicaban en la Editorial Claridad y se reunían en el Café El Japonés, un conjunto de escritores argentinos y uruguayos de izquierda de la década de 1920  donde compartió junto con Roberto Arlt y Roberto Payró el espacio de creación de esa redacción. Entre sus miembros estaban Enrique Amorim, Leónidas Barletta, Elías Castelnuovo, Nicolás Olivari, Lorenzo Stanchina, César Tiempo y Álvaro Yunque y algunas de las revistas asociadas con este grupo ern Dínamo, Extrema Izquierda y Los Pensadores. Por la misma época, alrededor de la revista Martín Fierro y con centro de encuentro en la  confitería Richmond de Florida y Tucumán se reunía un notable grupo de escritores entre los que figuraban Ernesto Palacio, Jorge Luis Borges, Conrado Nalé Roxlo, Macedonio Fernández y Raúl Scalabrini Ortiz. Entre el Grupo de Florida y el de Boedo había divergencias pero no enemistad: Nicolás Olivari estaba en Boedo y publicaba en Florida, Raúl González Tuñon comenzó actuando en Boedo y luego pasó a Florida; Roberto Arlt también tuvo contactos con ambos grupos y Roberto Mariani publicaba notas en Martín Fierro. Los escritores de Boedo se inclinaban hacia el realismo y el tema social y los de Florida estaban más cercanos a la literatura universal. Cuando el Grupo de Boedo publicó la revista Extrema izquierda, que solo duró hasta el tercer número, desde la revista Martín Fierro le dieron la bienvenida: “Ahora sí que debe estar contento Roberto Mariani. Apareció Izquierda extrema. ¡Salutte! Muy realista, muy humana. El léxico que zarandean sus redactores es de un extremado realismo: masturbación, prostitución, placas sifilíticas, piojos, pelandrunas, etc., etc.”
El mismo Mariani resumía así las dos “actitudes beligerantes”:
```
Florida                       Boedo

Vanguardia                    Izquierda
Ultraísmo                     Realismo
```

Cuenta Elías Castelnuevo que "cuando casi todos nosotros, y yo mismo, descreímos del autor de Los siete locos, Mariani lo defendía con vehemencia y lo cuidaba de las críticas. Recuerdo que corregía sus textos para librarlos de los errores gramaticales tan comunes en Arlt".
Mariani era un admirador del poeta Baldomero Fernández Moreno.
Ana Ojeda opinó que “se ha dicho que los escritores de Florida son vanguardistas que miran a Europa y no tienen preocupaciones sociales, mientras los de Boedo viven las cuestiones sociales, pero son literariamente conservadores. Creo, como Rocco Carbone, que Mariani está en una tercera zona relacionada con la estética del grotesco. Mariani tiene una escritura de gran vuelo y al mismo tiempo le preocupa el drama de las personas comunes…lo grotesco se puede entender como una representación artística de ciertos fenómenos -la mezcla social y lingüística, el trabajo con saberes poco prestigiosos- nacidos con la inmigración”.

## La polémica con Martín Fierro
En 1924 Mariani publicó en el n.º 7 de la revista Martín Fierro una carta abierta bajo el título de Martín Fierro y yo en la que critica a los martinfierristas como extranjerizantes que escribían para minorías e imputándoles : 1) ausencia de rebeldía en la revista y sus principales colaboradores; 2) un “escandaloso” respeto por Leopoldo Lugones, que se lo admiraba  en todo, sin reservas, como prosista, como versificador, como filólogo, como fascista"; 3) que invocaban al poema Martín Fierro pero usaban “un lenguaje literario complicado y sutil y una elegancia francesa. Los acusados respondieron en el número 8/9 de agosto-septiembre de 1924, declararon la total prescindencia política de la revista, únicamente fiel a “los altos intereses del arte y de la cultura” y que no les interesaba ni la política ni las demás actitudes de Lugones ajenas a la literatura. Finalmente endilgaron a los de Boedo ser conservadores en materia de arte y seguidores del naturalismo de Emile Zola.

## La colecciónLos NuevosyCuentos de la oficina
Entre 1924 y 1928 Editorial Claridad publicó diez tomos de la colección Los Nuevos, con lo más significativo de la producción del Grupo de Boedo escrito por muchos de los mejores escritores jóvenes de izquierda. Sus características formales fueron variadas –algunos ilustrados, otros no, uno solo con prólogo- si bien todos estaban encuadernados en rústica. El tomo IV de 1925 contenía a Cuentos de la oficina, relatos que le dieron una rápida notoriedad de la que Mariani que sorprendió, según los críticos, fue su libro mejor estructurado, el que instala en la narrativa argentina la tipología del hombre de clase media, temeroso por perder prestigio y dispuesto a la humillación para conseguir un ascenso. Mariani obtuvo de su proximidad a los integrantes del Grupo de Florida los criterios que mejor diferenciaban un arte que se agota en la conciencia de sí mismo y otro que aspira a ser útil al pueblo. Narrado sin patetismo, con un estilo depurado no común en las obras de Boedo, va develando la epopeya gris de los tristes empleados de oficina, finalmente obreros de cuello duro, aplastados por la rutina de las tareas y de los horarios y a la engañosa gratificación de los sueldos.
En 1927 firmó una nota en el diario Crítica   en defensa de de Sacco y Vanzetti que estaban a punto de ser ejecutados acusados por un hecho ocurrido en 1920 y expresaba:

”Es injusto condenar a inocentes, pero más injusto, muchísimo mas injusto todavía, es someter a un hombre a una horrible incertidumbre durante siete años. Opino que aunque Sacco y Vanzetti fuesen culpables merecen la libertad, porque ya han cumplido una pena capaz de purgar cualquier delito. Aun más porque ningún crimen merece esa pena".

En 1930 Mariani se encontraba en la Patagonia adonde había ido por urgencias económicas para trabajar como chofer y desde allí en cartas a  amigos repudiaba el golpe militar que había derrocado a Hipólito Yrigoyen. De regreso en Buenos Aires, Mariani –como lo había hecho su amigo Ernesto Palacio- cambió su mirada anarquista sobre la religión y tomó una actitud ultracatólica expresando: "Yo estoy regresando a Dios por repugnancia al liberalismo" al mismo tiempo que iniciaba una última etapa de su vida caracterizada por la resignación frente a la muerte que reflejó en su libro De regreso a Dios (1943).
En 1938 se estrenó en el Teatro del Pueblo dirigido por Leónidas Barletta, su amigo y compañero del Grupo de Boedo, su obra Un niño juega con la muerte.  Entre sus otras obras se recuerdan ensayos sobre Pirandello y Marcel Proust así como las novelas La frecuentación de la muerte 1930), En la penumbra (1932) y La cruz nuestra de cada día (publicada recién en 1955), que traslucen sus preocupaciones metafísicas y su desvelo por las injusticias sociales, que lo muestran, a la par de Arlt, como el narrador del infortunio y la desesperación.
Carlos Mariani falleció en Buenos Aires